# Аракелов, Сурен Юрьевич
Суре́н Юрьевич Араке́лов (род. 16 октября 1947, Харьков, СССР) — советский математик, известен как создатель теории, носящей его имя — геометрии Аракелова (англ. Arakelov theory).

## Биография
Родился 16 октября 1947 года в городе Харьков Украинской ССР, армянин по происхождению. Окончил в 1971 году механико-математический факультет МГУ. В 1974 году под руководством Игоря Шафаревича защитил в Математическом институте имени Стеклова кандидатскую диссертацию по алгебраической геометрии.
В 1974 году вышел с одиночным пикетом на Красную площадь с плакатами против ареста и высылки Солженицына. По данным члена-корреспондента РАН Зеликина, в связи с этим был насильственно помещён в психиатрическую больницу. По другой информации, госпитализация не стала прямым следствием протеста, но имел место душевный надлом, случившийся из-за последовавшего отказа в поездке на Международный математический конгресс в Канаду.
После выписки до 1979 года числился младшим научным сотрудником в Институте нефтехимической и газовой промышленности имени Губкина, после чего окончательно прекратил научную деятельность, по словам самого Аракелова, в связи с религиозными убеждениями (отказавшись от «науки гибнущего века сего»). Несмотря на это, поддерживал тесные дружеские отношения с Андреем Тюриным (также учеником Шафаревича).
Женат, сын, две дочери.

## Геометрия Аракелова
Основной результат учёного — создание в 1974 году теории, названной его именем — геометрии Аракелова, в которой предложен вариант диофантовой геометрии, основанный на применении теории пересечений для арифметических поверхностей. Работа была заочно представлена на Международном конгрессе математиков 1974 года в Ванкувере. Теория существенно развита в работах Фальтингса, Ленга, Делиня, Войты (англ. Paul Vojta), в частности, Ленг в 1988 году выпустил книгу «Введение в теорию Аракелова», а Войта значительным образом использовал теорию Аракелова для простого варианта доказательства гипотезы Морделла. Мотидзуки в 1999 году применил подходы геометрии Аракелова к теории Ходжа, результат получил название теории Ходжа — Аракелова. В 2002 году под Марселем прошла международная математическая конференция, целиком посвящённая теории Аракелова.